# 石末龍治
石末 龍治（いしずえ りゅうじ、1964年7月22日 - ）は、兵庫県伊丹市出身の元サッカー選手、サッカー指導者（GKコーチ）。

## 来歴
伊丹北高校時代の3年のときに、兵庫県選抜入りし、兵庫県の初優勝に貢献、和田昌裕、永島昭浩と共に「兵庫・高校三羽がらす」と呼ばれた。その後、東海大学を経て、1987年に全日空横浜サッカークラブに入団。1992年はレギュラー、1993年のJリーグ発足後は、森敦彦の控えに回ることになったが、森の不調や出場停止による試合出場時には好セーブを連発した。そのため、他チームの選手やサポーターからは「控え最強のGK」とも言われた。1993年の天皇杯決勝では出場停止の森に代わり先発、安定感のあるプレーで優勝に貢献した。
1995年に地元である当時ジャパンフットボールリーグ(JFL)のヴィッセル神戸に移籍、翌年にはJFL2位となりJリーグ昇格に貢献した。なお、石末が移籍した年の5月に永島が、7月には和田も神戸に入団しており、13年ぶりに「三羽がらす」が揃うことになった。
1998年限りで現役を引退、その後もチームに残り、コーチ、アカデミースタッフとして後進育成にあたった。
2019年には三田松聖高等学校のアドバイザーに就任。
2020年からアルビレックス新潟のGKコーチに就任。

## エピソード
- 1998年のJリーグ1stステージで、コンサドーレ札幌相手に痛恨のミスを犯して失点し、次節以降レギュラーから外されてしまった。しかし11月26日に行われたJ1参入決定戦（相手はコンサドーレ札幌）で、神懸りなセーブを連発しチームの降格を救った。
- 横浜フリューゲルス時代に、マンガの『キャプテン翼』に名前だけ登場し、若島津健にレギュラーを取られている。

## 所属クラブ
- 1980年 - 1982年 兵庫県立伊丹北高等学校
- 1983年 - 1986年 東海大学
- 1987年 - 1994年 全日空横浜サッカークラブ/全日空サッカークラブ/横浜フリューゲルス
- 1995年 - 1998年 ヴィッセル神戸

## 個人成績
| 国内大会個人成績 | 国内大会個人成績 | 国内大会個人成績 | 国内大会個人成績 | 国内大会個人成績             | 国内大会個人成績          | 国内大会個人成績 | 国内大会個人成績 | 国内大会個人成績 | 国内大会個人成績 | 国内大会個人成績 | 国内大会個人成績 |
| 年度             | クラブ           | 背番号           | リーグ           | リーグ戦                     | リーグ戦                  | リーグ杯         | リーグ杯         | オープン杯       | オープン杯       | 期間通算         | 期間通算         |
| 年度             | クラブ           | 背番号           | リーグ           | 出場                         | 得点                      | 出場             | 得点             | 出場             | 得点             | 出場             | 得点             |
| 日本             | 日本             | 日本             | 日本             | リーグ戦                     | リーグ戦                  | JSL杯/ナビスコ杯 | JSL杯/ナビスコ杯 | 天皇杯           | 天皇杯           | 期間通算         | 期間通算         |
| ---------------- | ---------------- | ---------------- | ---------------- | ---------------------------- | ------------------------- | ---------------- | ---------------- | ---------------- | ---------------- | ---------------- | ---------------- |
| 1987             | 全日空横浜       |                  | JSL2部           |                              |                           |                  |                  |                  |                  |                  |                  |
| 1988-89          | 全日空           |                  | JSL1部           | 10                           | 0                         |                  |                  |                  |                  |                  |                  |
| 1989-90          | 全日空           | 21               | JSL1部           | 20                           | 0                         | 0                | 0                |                  |                  |                  |                  |
| 1990-91          | 全日空           | 12               | JSL1部           | 0                            | 0                         | 0                | 0                |                  |                  |                  |                  |
| 1991-92          | 全日空           | 12               | JSL1部           | 6                            | 0                         | 0                | 0                |                  |                  |                  |                  |
| 1992             | 横浜F            | -                | J                | -                            | -                         | 5                | 0                | 0                | 0                | 5                | 0                |
| 1993             | 横浜F            | -                | J                | 0                            | 0                         | 0                | 0                | 0                | 0                | 1                | 0                |
| 1994             | 横浜F            | -                | J                | 7                            | 0                         | 2                | 0                | 0                | 0                | 9                | 0                |
| 1995             | 神戸             |                  | 旧JFL            | 23                           | 0                         | -                | -                | 3                | 0                | 26               | 0                |
| 1996             | 神戸             |                  | 旧JFL            | 30                           | 0                         | 0                | 0                | 3                | 0                | 33               | 0                |
| 1997             | 神戸             | 1                | J                | 28                           | 0                         | 5                | 0                | 2                | 0                | 35               | 0                |
| 1998             | 神戸             | 1                | J                | 13                           | 0                         | 4                | 0                | 2                | 0                | 19               | 0                |
| 通算             | 日本             | 日本             | J                | 48                           | 0\|\|\|\|\|\|\|\|\|\|\|\| |                  |                  |                  |                  |                  |                  |
| 通算             | 日本             | 日本             | JSL1部           | 36                           | 0\|\|\|\|\|\|\|\|\|\|\|\| |                  |                  |                  |                  |                  |                  |
| 通算             | 日本             | 日本             | JSL2部           | \|\|\|\|\|\|\|\|\|\|\|\|\|\| |                           |                  |                  |                  |                  |                  |                  |
| 通算             | 日本             | 日本             | 旧JFL            | 53                           | 0\|\|\|\|\|\|\|\|\|\|\|\| |                  |                  |                  |                  |                  |                  |
| 総通算           | 総通算           | 総通算           | 総通算           | \|\|\|\|\|\|\|\|\|\|\|\|\|\| |                           |                  |                  |                  |                  |                  |                  |

- Jリーグ初出場 - 1994年6月8日 対ヴェルディ川崎戦（国立競技場）

その他の公式戦
- 1991年
  - コニカカップ 2試合0得点
- 1998年
  - J1参入決定戦 1試合0得点

## 指導歴
- 1999年 - 2018年1月 ヴィッセル神戸
  - 1999年 - 2001年 普及コーチ
    - 2000年 - 2006年 JFAナショナルトレセン コーチ（兼任）

  - 2002年 - 2003年 ユース コーチ
  - 2004年 - 2005年 ジュニアユース 監督
  - 2006年 - 2007年 U21 GKコーチ
  - 2008年 育成アドバイザー
  - 2009年 - 2015年 U18 GKコーチ
    - 2010年 - 2016年 兵庫県サッカー協会GKプロジェクトチーフ（兼任）

  - 2016年  U18 GKコーチ兼アカデミーダイレクター
  - 2017年 - 2018年1月 アカデミーダイレクター
- 2019年 三田松聖高等学校 アドバイザー
- 2020年 - アルビレックス新潟
  - 2020年 - 2024年 トップチーム GKコーチ
  - 2025年 - U-18 GKコーチ